# 투폴레프 Tu-16
투폴레프 Tu-16은 소련의 쌍발엔진 제트 폭격기다. 나토 암호명은 배저(Badger)이다. 생산된지 50년이 넘었으며, 중국이 라이센스 생산하여 H-6 폭격기 57대를 현재도 사용 중이다.
여객기로도 개조되었다. 투폴레프 Tu-104는 최대이륙중량 76톤, 항속거리 2650 km, 100 인승 여객기이며, 투폴레프 Tu-124는 최대이륙중량 37.5톤, 항속거리 870 km, 56 인승 여객기이다.

## 개발

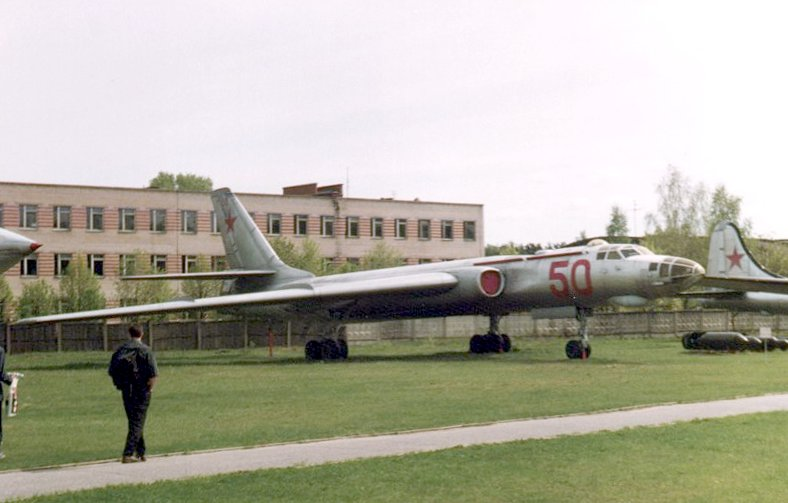
Tu-16 bomber at the Monino Museum.

1940년대 후반 소련은 미국의 전략 폭격기 능력을 따라잡으려고 애썼다. 소련의 유일한 장거리 폭격기는 미국의 B-29 폭격기를 역공학으로 제작한 투폴레프 Tu-4 뿐이었다. 매우 강력한 Mikulin AM-3 터보젯 엔진이 개발되면서, 대형 폭격기 개발이 가능해졌다.
투폴레프는 Tu-88 시제기를 1950년에 제작했다. 1952년 4월 27일 초도비행을 하였다. 일류신 Il-46과의 경쟁에서 이겨 소련의 폭격기로 채택되었다. 1952년 12월 생산이 승인되었으며, 양산 1호기는 Tu-16라는 이름으로 1954년에 실전배치되었다.

## 파생형
- - Tu-16A - 핵폭격기. 453 대 생산.
  - Tu-16Z - 공중급유기
  - Tu-16N - 공중급유기
  - Tu-16T - 어뢰 공격기
  - Tu-16S - 해상 탐색구조 임무
  - Tu-16Ye - 전자전기. ELINT 정찰기
- Badger D (Tu-16RM-1) - 해상초계기
- Badger E (Tu-16R) - ELINT 정찰기
- Badger F (Tu-16RM-2) - ELINT 정찰기

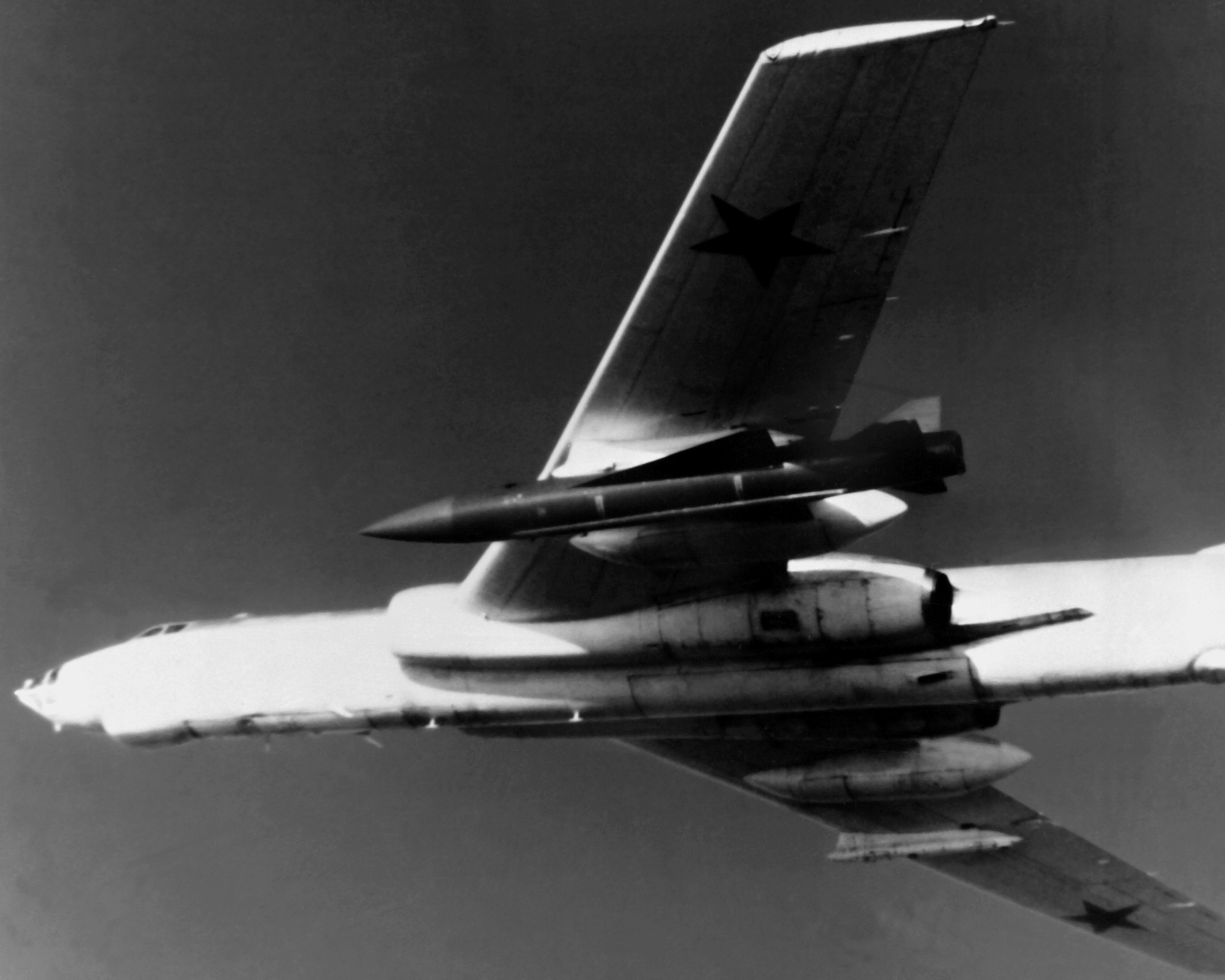
Tu-16 Badger G with KSR-5 missile

- - Tu-16K-26P - 대레이다 미사일 탑재
- Badger H (Tu-16 Elka) - 전자전기
- Badger J (Tu-16P Buket) - 전자전기
- Badger K (Tu-16Ye) - ELINT 정찰기
- Badger L (Tu-16P) - ELINT 정찰기

## 사용국가

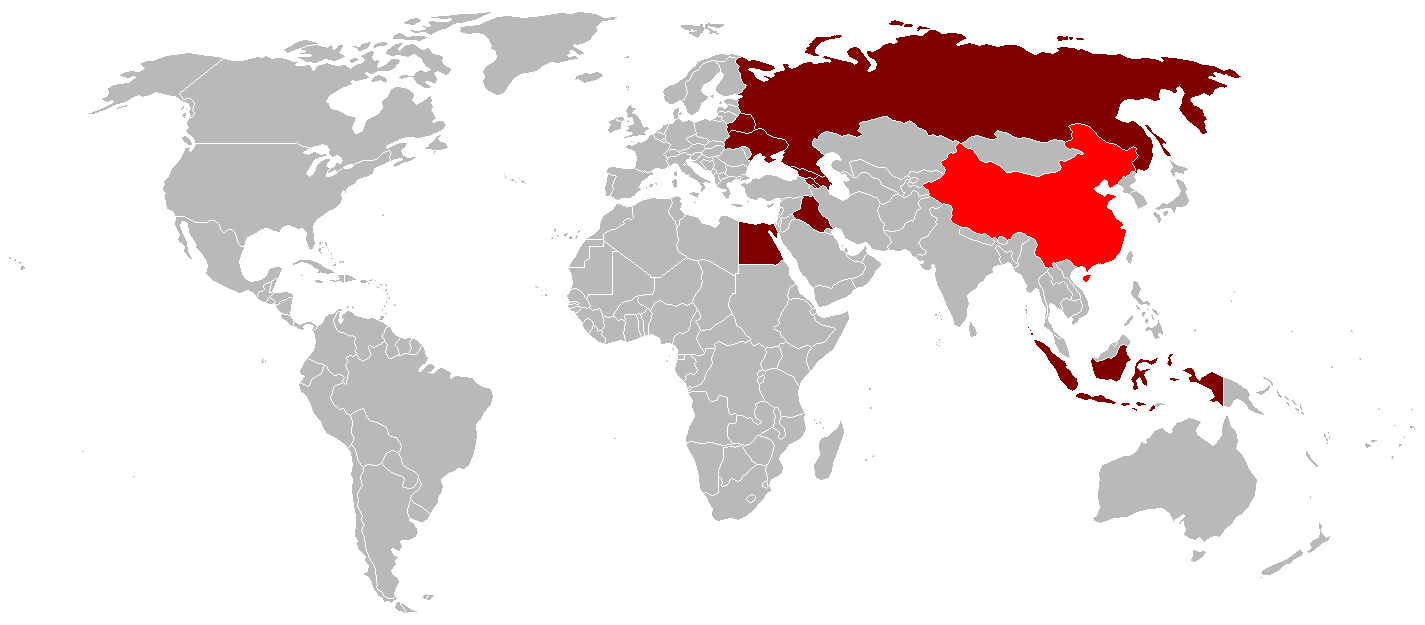
현재 사용국은 밝은 빨강, 예전 사용국은 어두운 빨강

아르메니아
 아제르바이잔
 벨라루스
 중화인민공화국
 이집트
 조지아
 인도네시아
 이라크
 러시아
 소련
 우크라이나

## 제원 (Tu-16)
정보의 출처: Sinodefence.com
일반 특성
- 승무원: 4
- 길이: 34.8 m (114 ft 2 in)
- 날개폭: 33.0 m (108 ft 3 in)
- 높이: 10.36 m (34 ft 0 in)
- 날개면적: 165 m² (1,775 ft²)
- 공허중량: 37,200 kg (82,000 lb)
- 탑재중량: 76,000 kg (168,000 lb)
- 최대이륙중량: 79,000 kg (174,000 lb)
- 엔진: 2× Xian WP8 turbojets, 93.2 kN (20,900 lbf) 각각

성능
- 최대속도: 1,050 km/h (567 knots, 656 mph)
- 순항속도: Mach 0.75 (768 km/h, 477 mph)
- 항속거리: 6,000 km (3,200 nm, 3,700 mi)
- 전투행동반경: 1,800 km (970 nm, 1,100 mi)
- 상승한도: 12,800 m (42,000 ft)
- 날개하중: 460 kg/m² (94 lb/ft²)
- 추력대중량비: 0.24

무장
- 기관포: 

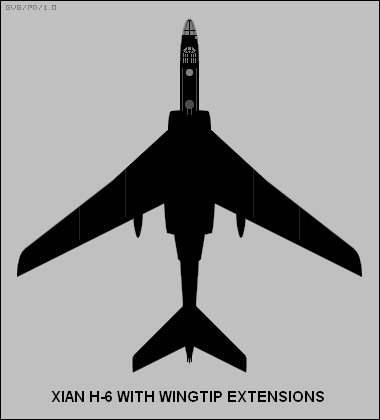
Line drawing of a H-6 with wing-tip extension

  - 2× 23 mm (0.906 in) Nudelman-Rikhter NR-23 cannons in remote dorsal turret
  - 2× NR-23 cannons in remote ventral turret
  - 2× NR-23 cannons in manned tail turret
  - 1× NR-23 cannons in nose (occasional addition)
- 미사일: 

  - 2 × AS-1 대함 미사일, 무게 3톤, 속도 마하 0.9, 사거리 90km
  - 1 × AS-2 대함 미사일, 무게 3.5톤, 속도 마하 1.65, 사거리 325km
  - 2 × AS-6 대함 미사일, 무게 4톤, 속도 마하 3.5, 사거리 700km
- 폭탄: 9,000 kg (20,000 lb) 자유낙하폭탄

## 같이 보기
- 보잉 B-29 슈퍼포트리스 - 세계유일 핵폭탄 투하 폭격기
- 보잉 B-47 스트래토젯
- 보잉 737 - B-29와 비슷한 크기의 쌍발 제트 여객기, 100인승, 최대이륙중량 70톤.
- P-8 포세이돈 - 보잉 737의 군용기 버전.
- 투폴레프 Tu-16 - B-29와 비슷한 크기의 쌍발 폭격기
- 투폴레프 Tu-104 - 투폴레프 Tu-16의 여객기 버전, 100인승, 최대이륙중량 70톤.
- 투폴레프 Tu-4 - B-29를 역공학을 통해 개발.
- 투폴레프 Tu-70 - 투폴레프 Tu-4의 여객기 버전. 72인승.
- 투폴레프 Tu-124
- P-3 오라이온 - B-29와 비슷한 군용기. 프로펠러 4개, 최대이륙중량 70톤.
- 록히드 L-188 일렉트라 - P-3 오라이온의 여객기 버전. 100인승.
- H-6